# 33P/Daniel
33P/Daniel, komet Jupiterove obitelji. 